# STS-109
STS-109 – czwarta i przedostatnia naprawcza misja NASA do Kosmicznego Teleskopu Hubble’a (HST). Siedmiu astronautów z pokładu wahadłowca kosmicznego Columbia dokonało wymiany osprzętu HST (misja zakończyła się pełnym sukcesem). Była to historyczna misja, gdyż właśnie w niej ustanowiono rekord dla wyprawy wahadłowca w długości spacerów kosmicznych (EVA), które trwały razem 36 godzin. Była to dwudziesta siódma i ostatnia szczęśliwa misja wahadłowca Columbia przed jego katastrofą 1 lutego 2003 roku w misji STS-107. Lot ten był sto ósmym lotem programu lotów wahadłowców.

## Załoga
źródło
- Scott D. Altman (3)*, dowódca (CDR)
- Duane G. Carey (1), pilot (PLT)
- John M. Grunsfeld (4), dowódca ładunku (MS1)
- Nancy J. Currie (4), specjalista misji (MS2)
- James Newman (4), specjalista misji (MS4)
- Richard M. Linnehan (3), specjalista misji (MS3)
- Michael J. Massimino (1), specjalista misji (MS5)

*(liczba w nawiasie oznacza liczbę lotów odbytych przez każdego z astronautów)

## Parametry misji
- Masa:
  - startowa orbitera: 116 989 kg
  - lądującego orbitera: 100 564 kg
- Perygeum: 486 km[3]
- Apogeum: 578 km[3]
- Inklinacja: 28,5°[3]
- Okres orbitalny: 95,3 min[3]

## Cel misji
źródło
Czwarty lot serwisowy do Kosmicznego Teleskopu Hubble’a umieszczonego na orbicie w kwietniu 1990 roku (Discovery STS-31).
Podczas misji SM3B zainstalowano Zaawansowaną Kamerę Przeglądową (ACS), dokonano wymiany paneli słonecznych na nowocześniejsze – mniejsze o 45% i dostarczające 25% więcej energii. Wymieniono Jednostkę Kontroli Mocy (Power Control Unit, PCU) odpowiadającą za sterowanie systemem zasilania. Usunięto Kamery Obiektów Słabych (FOC). Astronauci zainstalowali System Chłodzenia NICMOS (NICMOS Cooling System, NCS) oraz włączyli Kamery Bliskiej Podczerwieni i Spektrometru Multiobiektowego (NICMOS).

## Spacer kosmiczny
źródło
- EVA-1 (4 marca 2002, 7 godz. 1 min): J. Grunsfeld, R. Linnehan
- EVA-2 (5 marca 2002, 7 godz. 16 min): J. Newman, M. Massimino
- EVA-3 (6 marca 2002, 6 godz. 48 min): J. Grunsfeld, R. Linnehan
- EVA-4 (7 marca 2002, 7 godz. 30 min): J. Newman, M. Massimino
- EVA-5 (8 marca 2002, 7 godz. 20 min): J. Grunsfeld, R. Linnehan